# Centina (aeronautica)

Schema semplificato della struttura dell'ala di un aeroplano; le centine sono gli elementi perpendicolari all'apertura evidenziati in rosso.

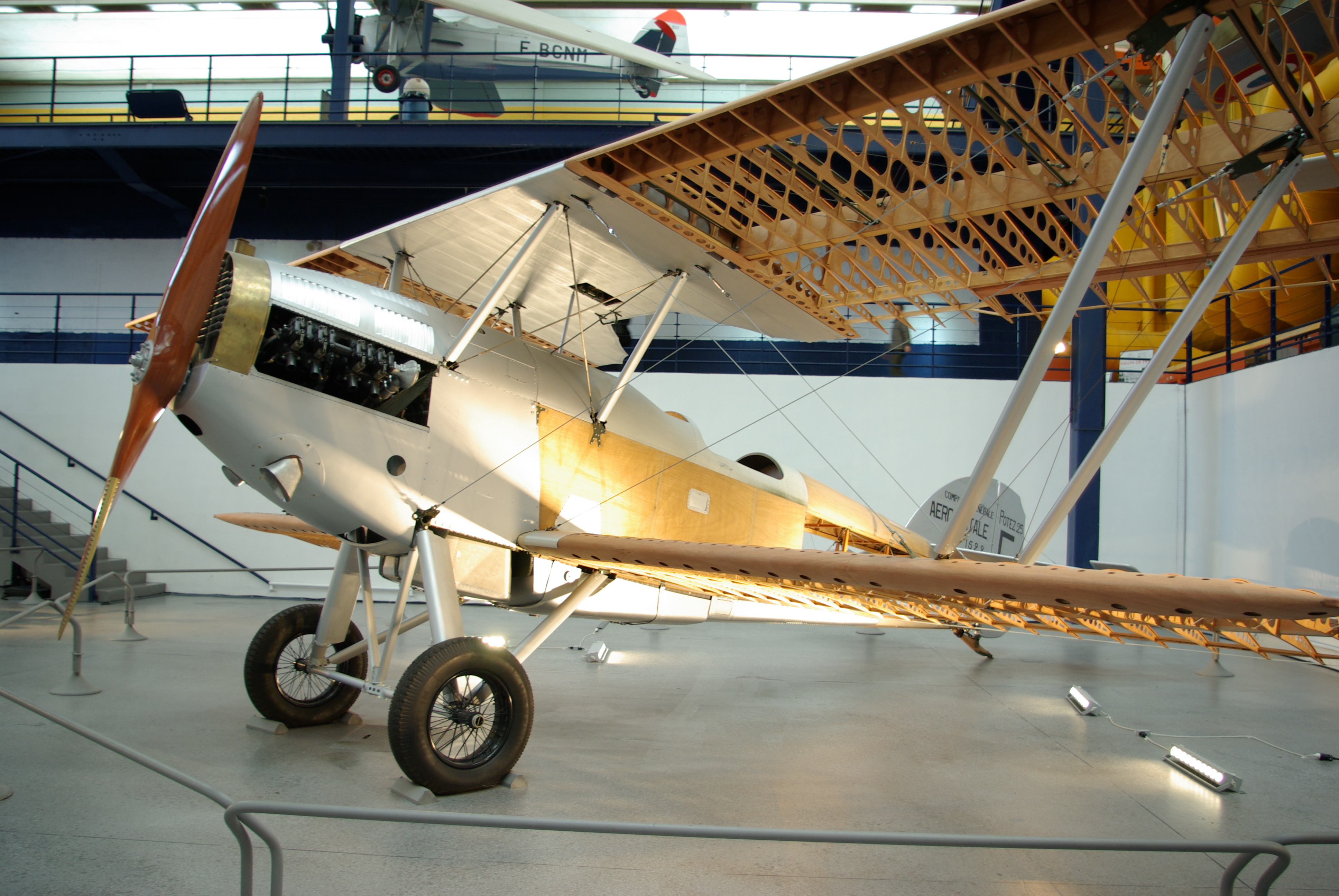
Le centine di questo Potez 25, conservato presso il Musée de l'Air et de l'Espace di Le Bourget, sono state rese visibili rimuovendo il rivestimento in tela che le ricopriva e che grazie ad esse conservava una forma aderente al profilo alare.

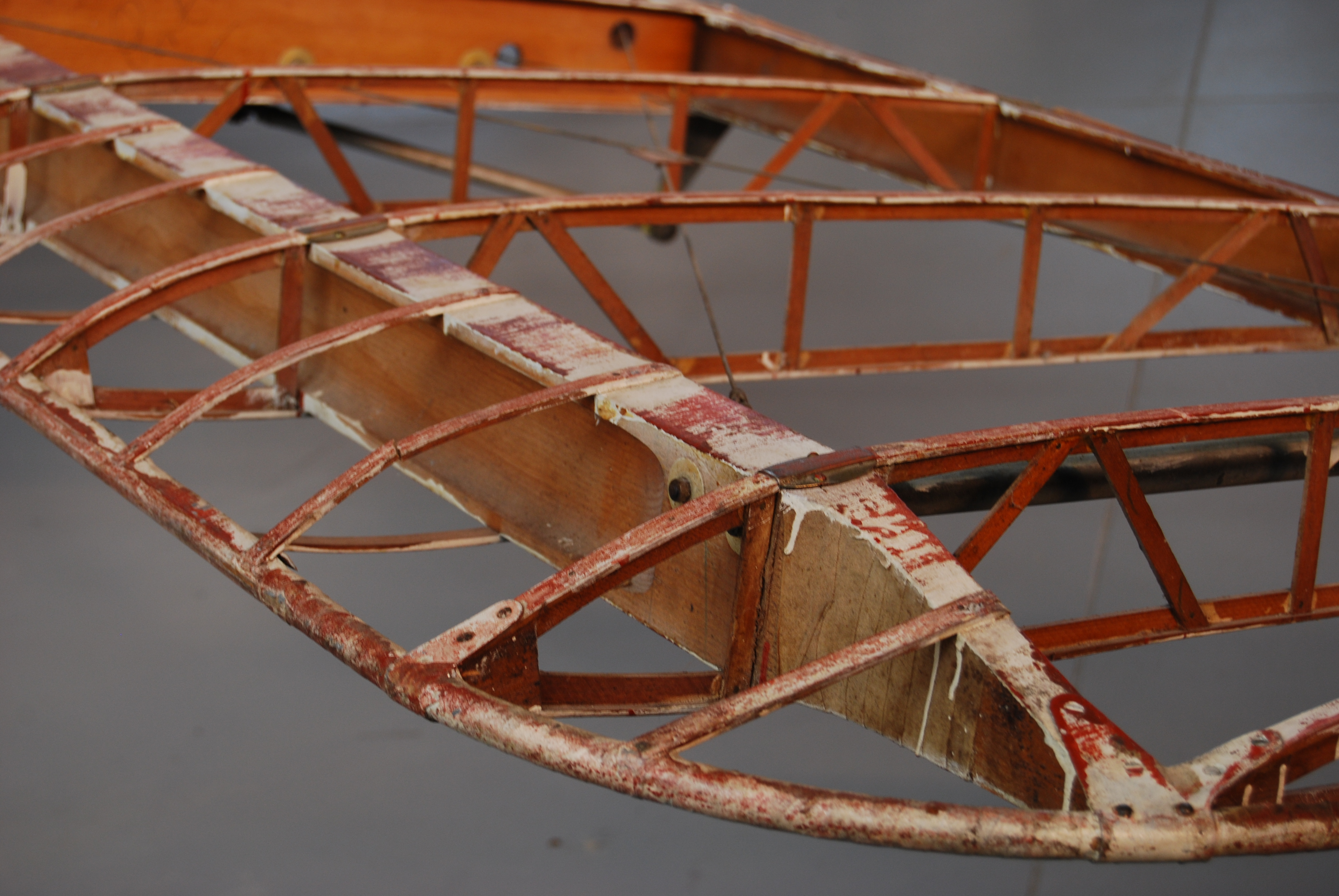
La struttura a traliccio delle centine di un De Havilland DH.60 Moth (a sua volta privato del rivestimento).

Nell'ambito delle costruzioni aeronautiche, una centina (pronuncia: cèntina) è un componente della struttura dell'ala o dell'impennaggio di un aeromobile; le centine, disposte trasversalmente rispetto all'apertura e tenute in posizione da elementi longitudinali paralleli all'apertura noti come longheroni, svolgono la funzione di garantire che l'ala (o l'impennaggio) conservi il profilo voluto e quella di permettere che le sollecitazioni a cui il rivestimento stesso è soggetto vengano distribuite ai longheroni.
Prima che, nel periodo tra la prima e la seconda guerra mondiale, si affermasse l'impiego di strutture interamente metalliche per la costruzione degli aeroplani, un'ala era tipicamente basata su longheroni in legno e su centine (a loro volta in legno) ricoperte da un rivestimento di tela verniciata; in questo caso il rivestimento aveva una funzione puramente aerodinamica; le centine potevano avere una struttura a traliccio o potevano essere costituite da fogli di compensato irrigiditi da listelli lignei. Quando si diffuse l'uso di longheroni, centine e rivestimenti in metallo tali rivestimenti assunsero anche un ruolo strutturale, divenendo rivestimenti lavoranti; le centine assunsero allora l'ulteriore funzione di trasmettere al rivestimento gli sforzi strutturali dovuti a carichi "concentrati" come motori, armi o serbatoi ausiliari vincolati alle ali o appesi sotto di esse.
Le centine inoltre consentono (grazie anche alla frequente compresenza di correntini di irrigidimento paralleli all'apertura) di dividere la superficie di rivestimento in diverse sezioni di dimensioni contenute, con vantaggi in termini di rigidità della struttura. Le centine metalliche sono normalmente ottenute per fresatura o per stampaggio di lamiere, oppure hanno a loro volta una struttura a traliccio.